# Yum Dong-kyun
Yum Dong-kyun (* 10. November 1950 in Okcheon) ist ein ehemaliger südkoreanischer Profiboxer. Er war von November 1976 bis Mai 1977 Weltmeister der WBC im Superbantamgewicht.

## Karriere
Yum Dong-kyun boxte als Profi von März 1970 bis Dezember 1980. Er wurde im Oktober 1971 Südkoreanischer Meister und konnte den Titel 14-mal verteidigen. Im März 1974 gewann er auch den Oriental-pazifischen Meistertitel der OPBF und siegte in fünf Titelverteidigungen.
Am 1. August 1976 boxte er um den WBC-Weltmeistertitel, verlor jedoch knapp nach Punkten über 15 Runden gegen Rigoberto Riasco. Er gewann den Titel jedoch in seinem nächsten Kampf am 24. November 1976 durch Mehrheitsentscheidung der Punktrichter gegen Royal Kobayashi, der Riasco im Oktober 1976 entthront hatte. Im Februar 1977 gewann er zudem seine erste Titelverteidigung einstimmig gegen den Kolumbianer Jose Cervantes, welcher sich im November 1976 in einem Titel-Ausscheidungskampf gegen Rubén Olivares durchgesetzt hatte.
Am 21. Mai 1977 verlor Yum Dong-kyun seinen Titel in der zweiten Verteidigung durch K. o. in der zwölften Runde an den Puerto Ricaner Wilfredo Gómez und verlor auch einen folgenden Kampf im Juni 1977 nach Punkten gegen seinen Landsmann Hong Soo-hwan.
Seinen letzten Kampf bestritt er am 19. Dezember 1980 im Rahmen eines Rückkampfes gegen Hong Soo-hwan, welcher Unentschieden endete.